# Cerio
Il cerio è l'elemento chimico di numero atomico 58 e il suo simbolo è Ce.
Si tratta di un metallo, duttile, di colore bianco-argenteo. Si ossida rapidamente quando esposto all'aria ed è abbastanza morbido da essere tagliato con un coltello. Il cerio è il secondo elemento della serie dei lantanidi e, mentre spesso mostra lo stato di ossidazione +3 caratteristico della serie, eccezionalmente si presenta anche con uno stato di ossidazione +4 che non si ossida in acqua. È anche tradizionalmente considerato uno degli elementi delle terre rare. Analogamente ad altri lantanoidi di inizio serie quali lantanio, praseodimio e neodimio, il cerio ha un ruolo biologico essenziale nell'ambito del metabolismo di alcuni batteri. Non ha alcun ruolo noto nella biochimica degli eucarioti e quindi anche dell'uomo, per il quale è moderatamente tossico.
Nonostante si trovi sempre in combinazione con gli altri elementi delle terre rare, in minerali come la monazite e la bastnäsite, il cerio è facile da estrarre, grazie alla sua capacità unica tra i lantanidi di essere ossidato allo stato +4. È il più comune dei lantanidi, seguito dal neodimio, dal lantanio e dal praseodimio. È il 26º elemento più abbondante, costituendo 66 ppm (parti per milione) della crosta terrestre, la metà del totale del cloro e il quintuplo del piombo.
Il cerio è stato il primo dei lantanidi ad essere scoperto nel 1803, grazie al lavoro degli svedesi Jöns Jacob Berzelius e Wilhelm Hisinger e indipendentemente da Martin Heinrich Klaproth in Germania, nel 1839 è stato isolato da Carl Gustav Mosander. Il cerio e suoi composti hanno una varietà di impieghi: ad esempio, l'ossido di cerio viene utilizzato per lucidare il vetro ed è una parte importante dei convertitori catalitici. Si trova anche negli accendini per le sue proprietà piroforiche.

## Caratteristiche
Il cerio è un elemento metallico, argenteo, appartenente al gruppo dei lantanoidi. Utilizzato in alcune leghe a base di terre rare, per colore e lucentezza somiglia al ferro ma è più tenero, duttile e malleabile; all'aria si ossida rapidamente.
Fra gli elementi delle terre rare, solo l'europio è più reattivo del cerio. È attaccato rapidamente da soluzioni alcaline e da acidi, sia diluiti sia concentrati. Il metallo puro può facilmente prender fuoco se graffiato con una lama.
A causa della relativa vicinanza dell'orbitale 4f con gli orbitali più esterni, il cerio presenta interessanti caratteristiche chimiche variabili. Ad esempio la compressione o il raffreddamento di questo metallo ne cambiano lo stato di ossidazione, che passa approssimativamente da 3 a 4.

Nello stato di ossidazione +3, è denominato ceroso mentre nello stato di ossidazione +4 è detto cerico.
I sali cerici del cerio (IV) sono giallastri o rosso-arancioni mentre i sali cerosi del cerio (III) sono normalmente bianchi.

## Applicazioni
Utilizzi del cerio:

### In metallurgia
- il cerio è utilizzato nella produzione delle leghe di alluminio e di alcuni acciai.
- L'aggiunta di cerio alle fusioni in ghisa evita la grafitizzazione e consente la produzione di ghisa malleabile.
- Negli acciai, può aiutare a ridurre solfuri e ossidi, inoltre consente la degasazione.
- Viene utilizzato nella produzione degli acciai inossidabili come agente indurente per precipitazione.
- Nelle leghe di magnesio, una percentuale di cerio fra il 3 ed il 4%, insieme allo 0,2-0,6% di zirconio, aiuta a ridurre la granularità e consente la realizzazione di fusioni di forme complesse, aumentando inoltre la resistenza al calore.
- Viene utilizzato in leghe per magneti permanenti.
- È un componente del Mischmetal, abbondantemente utilizzato nella produzione di leghe ad alta piroforicità per accendisigari.

Inoltre:
- Il cerio è anche utilizzato nelle lampade ad arco voltaico, particolarmente nell'industria del cinema.
- Il solfato cerico è ampiamente utilizzato come agente ossidante volumetrico nell'analisi quantitativa.
- Composti di cerio sono utilizzati nella produzione del vetro, sia come componenti sia come decoloranti.
- Composti di cerio sono anche utilizzati per produrre smalti colorati.
- Composti del cerio(III) e cerio(IV) hanno un utilizzo come catalizzatori nella sintesi di composti organici.

### Ossido di cerio
Vedi Ossido di cerio(III) e Ossido di cerio(IV)

## Storia
Il cerio fu scoperto nel 1803 in Svezia da Jöns Jacob Berzelius e Wilhelm Hisinger ed in Germania, indipendentemente, da Martin Heinrich Klaproth.

Il nome cerio venne dato da Berzelius dal nome del pianeta nano Cerere, scoperto due anni prima (1801).

## Disponibilità
Fra gli elementi delle terre rare, il cerio è l'elemento più abbondante nella crosta terrestre, nella percentuale approssimativa dello 0,0046% (ovvero 49 ppm).
È contenuto in un certo numero di minerali, i più importanti dei quali sono l'allanite (Ca, Ce, La, Y)2(Al, Fe)3(SiO4)3(OH), la monazite (Ce, La, Th, Nd, Y)PO4, la bastnasite (Ce, La, Y)CO3F, l'hydroxylbastnasite (Ce, La, Nd)CO3(OH, F), il rhabdophane (Ce, La, Nd)PO4-H2O e la synchysite Ca(Ce, La, Nd, Y)(CO3)2F.
Fra tutti questi, i più importanti industrialmente sono la monazite (prevalentemente sotto forma di giacimenti di sabbie monazitiche) e la bastnasite. Nella maggior parte dei casi, la preparazione del cerio avviene per mezzo di processi di separazione a scambio ionico. Si prevede che i depositi di monazite, allanite e bastnasite saranno in grado di fornire cerio, torio ed altri elementi delle terre rare ancora per molti anni.

## Composti
Il cerio è caratterizzato da due comuni stati di ossidazione +3 e +4.

Il composto più comune è l'ossido di cerio(IV) (CeO2), utilizzato come agente lucidante oltre che come catalizzatore, incorporato nelle pareti dei forni autopulenti. Il solfato di cerio(IV) e ammonio (NH4)2Ce(SO4)3 e il nitrato di cerio(IV) e ammonio (ceric ammonium nitrate o CAN, (NH4)2Ce(NO3)6) sono due comuni reagenti ossidanti utilizzati nelle titolazioni.
Il cloruro di cerio(III), CeCl3, viene impiegato per facilitare le reazioni sui gruppi carbonili in chimica organica. Altri composti importanti sono il carbonato di cerio(III) (Ce2(CO3)3), il fluoruro di cerio(III) (CeF3) e il solfato di cerio(IV) (solfato cerico, Ce(SO4)2).

## Isotopi
In natura il cerio è composto dall'isotopo stabile 140Ce (88,45%) e tre isotopi debolissimamente radioattivi: 136Ce (0,185%), 138Ce (0,251%), e 142Ce (11,114%).
Il 136Ce, avente emivita di 7×1013 anni, è soggetto al doppio decadimento β+ (374,2 keV) per dare il 136Ba, stabile.
Il 138Ce, avente emivita di 9×1013 anni, è soggetto a doppia cattura elettronica (693 keV) per dare il 138Ba, stabile.
Il 142Ce, avente emivita di 5×1016 anni è soggetto a doppio decadimento β- (1417 keV) per dare il 142Nd (stabile), ma è anche soggetto a decadimento α (1298 keV), per dare il 138Ba, stabile.
Sono noti altri 35 radioisotopi, con numeri di massa che vanno dal 119 (119Ce) al 157 (157Ce): i più stabili fra essi sono 144Ce con emivita di 284,893 giorni, 139Ce con 137,640 giorni e 141Ce con 32,501 giorni. Tutti gli altri radioisotopi hanno emivite di meno di 4 giorni e la gran parte di essi non arriva a 10 minuti. Di questo elemento si conoscono anche due stati metastabili.

## Precauzioni
Il cerio, come tutte le terre rare, è moderatamente tossico. È un forte riducente e si incendia spontaneamente all'aria se riscaldato fino a 65-80 °C. Il cerio può reagire con lo zinco in modo esplosivo e la sua reazione con il bismuto e l'antimonio è molto esotermica. I fumi esalanti da incendi di cerio sono tossici. Non si deve usare acqua per spegnere incendi di cerio, perché dalla reazione chimica fra cerio e acqua si sprigiona idrogeno, che è altamente infiammabile. Lavoratori esposti al cerio hanno accusato prurito, sensibilità al calore e lesioni cutanee; animali cui sono state iniettate forti dosi di cerio sono morti per collasso cardiovascolare.
L'ossido di cerio (IV) è un potente ossidante ad alte temperature e reagisce con materiale organico combustibile. Anche se il cerio in sé non è radioattivo, il cerio commercialmente disponibile può contenere tracce di torio, che invece lo è. Il cerio non svolge alcun ruolo biologico noto negli organismi viventi.